# Paul De Taeye
Paul De Taeye (1894-1973) was een Gentse architect die tal van gebouwen heeft ontworpen in opdracht van de Coöperatieve Maatschappij Vooruit en de stad Gent. Hij behaalde zijn diploma architectuur in 1914.

## Studies en loopbaan
In 1904 startte De Taeye zijn studies architectuur aan de Koninklijke Academie voor Schone Kunsten te Gent in het avondonderwijs. Hier kreeg hij onder andere les van Oscar Van de Voorde. Tien jaar na de start van zijn studieloopbaan behaalde hij uiteindelijk zijn diploma in 1914.
Tijdens zijn carrière was hij actief lid van de Société Belge des Urbanistes et Architectes Modernistes die stond voor een architectuur zonder historische referenties en die dus aangepast was aan de noden van de moderne maatschappij. 

## Ontwerpen
De meeste ontwerpen van zijn hand zijn een sobere mengeling van art-deco en modernisme. Vanaf de late jaren 1920 bouwde hij in opdracht van de stad Gent tal van sociale wooncomplexen en scholen, waaronder bijvoorbeeld de twee appartementsgebouwen Scheldeoord (1929) en het Antoine van Hoorebekehof (1930) die samen het oudste grootschalige sociale woningcomplex van Gent vormen, alsook de stedelijke school in de Tweebruggenstraat (1937). Daarnaast ontwierp hij voor de Coöperatieve Maatschappij Vooruit de Volkshogeschool en Volksdrukkerij in de Sint-Pietersnieuwstraat en enkele winkels, waaronder het appartementsgebouw aan het Antwerpenplein die op het gelijkvloers een apotheek, kruidenierswinkel en kleren- en textielwinkel bevatte. Enkele gebouwen die De Taeye heeft ontworpen staan op de Inventaris van het Bouwkundig Erfgoed. Deze lijst kan geraadpleegd worden op de website van het Agentschap Onroerend Erfgoed.